# 铁血战士 (虚构生物)
铁血战士（英語：The Predator）是出现在科幻电影系列《铁血战士》中的虚构外星生命，在《異獸戰》劇情中曾幫助古文明建造金字塔，每100年就會再度降臨地球狩獵。鐵血戰士已先後於1987年電影《鐵血戰士》、1990年電影《鐵血戰士2》、2010年電影《鐵血戰士S》、2018年電影《鐵血戰士：血獸進化》、2022年電影《鐵血戰士：狩獵追擊》、2025年動畫《終極戰士：時空獵襲者》及2025年電影《鐵血戰士：蠻荒廝殺》中登場；亦於兩部外傳電影《異獸戰》和《異獸戰2》中登場。
終極戰士一直是許多小說，電子遊戲和漫畫書的主題，有專屬的系列電影。雖然電影中並沒有給出這個物種的正式名稱，Yautja 或Hish-Qu-Ten  ，但這個名字已經在其他創作中被使用，這表明存在兩種獨特的終極戰士 。終極戰士由吉姆和約翰·湯瑪斯兄弟所創造，被描繪成擁有先進技術的大型智慧人形生物，如主動偽裝，定向能武器和星際旅行。

## 概念和創作
在大衛·比什夫、史蒂夫·佩里和斯蒂芬妮·佩里的“異形戰場”小说系列中，“終極戰士”系列中被称为“yautja”，被描绘为生活在母系氏族社会中，以团队最强，最有技术的团队精神。 掠食者被描绘成性二形性哺乳动物 。 女性比男性更大更强壮，更突出的乳腺。两性发出强烈的麝香来表示侵略，女性也可以在发情时发出它。这种麝香可以被其他終極戰士和犬类检测到，尽管它对人类是不可感知的。 佩里小说中的終極戰士并不是一夫一妻制 ，老兵们通常会与多个伴侣一起驯养数百名后代。还透露他们的血有部分中和外来血液酸度的能力。他们的宗教在系列中被部分地探讨，表明他们是多神教的 ，他们相当于死神就是所谓的“黑武士”，被视为永恒的对手，最终赢得所有的战斗。 
尽管史蒂夫·佩里和斯蒂芬妮·佩里的小说系列中偶尔会提到女性掠食者，但直到漫画书“限制系列”“異形戰場：致命的物种”才会出现。女性的设计与佩里小说系列中的描述相矛盾，因为它与男性的表面上几乎没有区别。
Darkhorse / TopCow交叉的MindHunter，将Witchblade、Darkness、異形和铁血战士特许权相互对抗，以更接近Perry描述的方式描绘女性終極戰士。它身材高大，有着女性的乳房，臀部，肌肉发达，与男性不同。
在兰迪·斯特拉德利的小说“異形戰場：战争”中，通过对野口真子的叙述，“終極戰士”是造成外星人在整个星系蔓延的原因，但“終極戰士”本身否认了这一点，指出他们大量的星际分布同时收敛演变。 
漫画系列《異形大戰終極戰士：三界大戰》中引入了一群被称为“杀手”的終極戰士，他们是主流終極戰士（这里称为“猎人”）的敌人，因为他们将外星人培养成攻击动物并狩猎他们，以及他们的杀人欲望，而不是光荣的狩猎。野口真子在第三次世界大战的第一号问题上指出：“你必须了解猎人的思维方式，以及在平等的基础上面对一个有价值的对手的荣誉……杀人是最终的结果，但这不是狩猎的目的……」。对于“杀手”来说，情况并非如此，他们都是关于杀戮的。它们首次出现在2009年的“ 終極戰士”系列中，其中一些人干涉了东非内战，与人类和他们的猎人对手发生冲突。 到了三次世界大战的时候，杀人者就被猎人歼灭了，但是一些人生存下来并开始攻击人类的殖民地，迫使野口人为了对付他们而结成人类和猎人之间的联盟。 
在约翰•雪莉的独立小说“ 終極戰士：永远的午夜”中，“終極戰士”，现在被称为“海斯”，被证明拥有位于他们的脖子和锁骨之间的腺体，它们将强大的荷尔蒙分泌到他们的血液中 ，并驱使他们过度侵略。当这个腺体过度刺激时，它会让这些生物疯狂地愤怒，使他们企图杀死任何有生命的东西，包括他们自己物种的成员。这种“杀死愤怒”可以传染，从一个“終極戰士”传播到另一个，驱使他们全部相互攻击。作为一个物种的掠食者在他们的杀死腺体引发的战争中几乎没有生还，他们已经学会用人造激素调节剂来控制腺体的分泌物。 
在Ian Edginton和Alex Maleev的图形小说“外星人与铁血战士：永恒”和“电子游戏終極戰士：混凝土丛林”中 ，如果消耗了“終極戰士”的血肉，就会显着延长人的寿命。
在第一人称射击影片游戏“使命召唤：幽灵”中，“終極戰士”在毁灭地图包中的多人地图“遗迹”中以隐藏的杀戮痕迹出现。 玩家可以通过填写现场指令并获得护理包，在短时间内扮演“終極戰士”。終極戰士也是一个可玩的客人角色通过下载的内容在格斗游戏真人快打X ，对面的外星人 。

## 特點
終極戰士的身體特色，在於他們與人類相比有更高的身高，臉部特徵有如同節肢動物般的下顎，頭上長有類似頭髮般的附屬物(一般被認為"辮子")。
身體能恢復創傷，在槍彈造成的多重傷口下也能恢復，並且能抵抗會造成人類致死劑量的輻射。但即便如此，他們的傷口還是需要醫療處理，因此會將醫療用的手術器械裝備於護甲中，而他們也能夠忍受醫療行為下造成的疼痛痛苦。血液為螢光綠色，在昏暗環境下會略微發光。
終極戰士比人類強大許多，被描寫成能夠很輕易戰勝成人條件下的男性人類，赤手空拳即能打碎堅實的混凝土。同時他們也是熟練的攀爬者，為了追捕獵物，他們能很容易得攀爬樹木或屋頂。雖然在南極低溫環境下能待很長一段時間，但相較於低溫環境更偏好熱赤道氣候，並以此作為自己的外體溫。
他們的眼睛主要依靠紅外線光譜來獲得視覺，可以很容易檢測環境中的溫度差異，如同人類操作熱感應儀器一樣，但無法輕易分辨相同溫度下的物體。終極戰士所配戴的生化面罩能增加從紅外線到高紫外線的光譜判讀能力，同時過濾周圍的溫差判讀，使他們能夠更清晰的看到事物。雖然他們能呼吸地球的大氣，但在《鐵血戰士2》中當戰士失去頭盔後使用了呼吸面罩（或許可以解釋為，這名戰士多次受到射擊傷害，因此可能他的呼吸機能受到影響）。
《鐵血戰士2》也提到他們的飲食習慣，據說他們每兩天定期去一次屠宰場，食用存放在那邊的肉品。
在他們出場的電影中，終極戰士經歷的許多設計變化，在《鐵血戰士2》主要的戰士比起前代有更深度的刻畫，例如：額頭上的部落飾紋、更為鮮豔的膚色及較多的獠牙。而這些戰士變得不那麼依賴他們的電漿槍械，反而是更俐落的使用網、矛和刀刃武器。
在《異獸戰》中，登場的戰士被重新塑造，使他們更顯的英雄化。形象上重新設計的還包括縮小頭部及腰部的大小、肩膀更寬、肌肉更健壯、上顎有如同食人魚般的牙齒、相對較乾燥不這麼濕潤的皮膚，進一步的提高了與前代的區別。
在《異獸戰2》中，比之前的《鐵血戰士》及《異獸戰》比較具有現代化的設計理念，在戰士中的「黑色超级終極戰士」，設計師們將其使用的盒式磁帶與類ipod裝置作為新型戰士與傳統戰士的區別。「超級終極戰士」的設計相較於傳統戰士，設計上更為精簡，而且臉孔更長，裝甲更緊實，辮子也更多。

## 社會階級
終極戰士的族群是一個階級分明的社會，他們會以獵殺異形的多少來決定牠們的階級。以下的階級分類，是按電影、漫畫、小說及遊戲所結集。
第一階段 Un-Blooded（無血者）：顧名思義是屬於未成熟的未來狩獵者，常指未完成基本訓練的年輕狩獵者。牠們是或接近身體成熟的青少年。據了解，雖然後來的階級都被男性Yautja所壟斷，然而女性Yautja確實存在。
第二階段 Young Blood（新血者）：這群年輕的狩獵者在其族群都眼中尚未成為一個真正的戰士，然而牠們對於對抗一個訓練有素的人類戰士卻是綽綽有餘的。可是，牠們這時候對於對抗一隻異形（Xenomorph）是存在變數的；不過當牠們成功擊殺一隻異形時，牠們會用異形的血液在自己身上作標記，同時這意味著完成了牠們的成年禮，可以晉升為第三階段“Blooded”（染血者）。在《異獸戰》中，所登場的終極戰士小隊就是參加成年禮考核的Yautja。
第三階段 Blooded（染血者）：牠們都是成功殺死了其生命中的第一隻異形（Xenomorph），所以這階段的Yautja，據了解佔其族群總人口45%。他們開始使用各種高科技武器，並會把每次成功的獵殺都做出一個標記，從而證明自己的價值。
第四階段 Elite（精英）：這階段的Yautja包含了最危險的戰士。牠們多次成功獵殺不同類型的異形，包括「禁衛軍」（Praetorian）及「鐵血異形」（Predalien）。而這階段的Yautja往往比其他同類型的Yautja，擁有更多元化的武器或是特定擅長的武器。在《異獸戰2》中，由Ian Whyte飾演的「Wolf」就屬於這階段。
第五階段 Leader（領袖）：即是該族群的領袖。然而這階級在Yautja社會中是一個模棱兩可的級別。「領袖」可以控制一個家族、狩獵的同夥或領導一群學生。牠們都分別稱為宗族領袖（Clan Leader）、狩獵隊長（Hunting Captain）或領袖（Leader）。
第六階段 Elder（長老）：這階級比領袖更具明確的地位階級，一般位居「長老」階級的Yautja，都是較年長及較聰明的成員。多個擁有宗族領袖的Yautja都屬於這一級。據了解，長老級的Yautja曾在大銀幕上現身，在《鐵血戰士2》中，Greyback就是屬於長老階級的Yautja。若希望成為長老級別，Yautja需要擁有三個異形皇后的頭骨及同時消滅一個擁有300隻異形的巢穴，就會成為這階級的一份子。
最終階段 Ancients（遠古）：這是屬於最古老的Yautja。據了解，是一群接近千歲的Yautja種族，而牠們一般都被視為最有智慧的領袖。與長老最大分別，是由於此群體的Yautja因年紀老邁，所以已經不適宜參加戰鬥。在《異獸戰》中，片尾身穿披風出現的「古人」就屬於遠古級別的Yautja。
其他階段 Bad Blood（壞血）：違背Yautja社會架構的叛逆者，其所屬氏族通常都會將其流放。他們以殺害同胞為首要目標，甚至會將異形養來做獵犬，好屠殺沒抵抗力的外族，是非常不尊重「榮譽準則」的戰士。在《鐵血戰士S》中，所登場的Yautja就是一群由壞血所組成的小隊，該小隊不但綑綁了一名Yautja戰士，最終亦將其殺掉。

## 其他媒體

### 電影
- 鐵血戰士電影系列
  - 《鐵血戰士》（1987年）
  - 《鐵血戰士2》（1990年）
  - 《鐵血戰士S》（2010年）
  - 《鐵血戰士：血獸進化》（2018年）
  - 《鐵血戰士：狩獵追擊》（2022年）
  - 《鐵血戰士：蠻荒廝殺》（2025年）[3][4]

- 異獸戰電影系列
  - 《異獸戰》（2004年）
  - 《異獸戰2》（2007年）

### 動畫
- 《終極戰士：時空獵襲者》（2025年）